# Massiccio della Guiana
Il Massiccio della Guyana è una regione geografica dell'America meridionale, situata nel nord del continente. Si tratta di una formazione geologica formatasi nel Precambriano, con un'età compresa tra i 2,5 e 1,9 miliardi di anni.. Rappresenta uno dei più antichi massicci ancora visibili del pianeta, composto d'impressionanti altopiani chiamati tepui. È da questi altipiani che scaturiscono alcune delle più alte cascate del pianeta, come Cascate Kaieteur, Cascate Kuquenan e soprattutto il Salto Angel.

## Descrizione

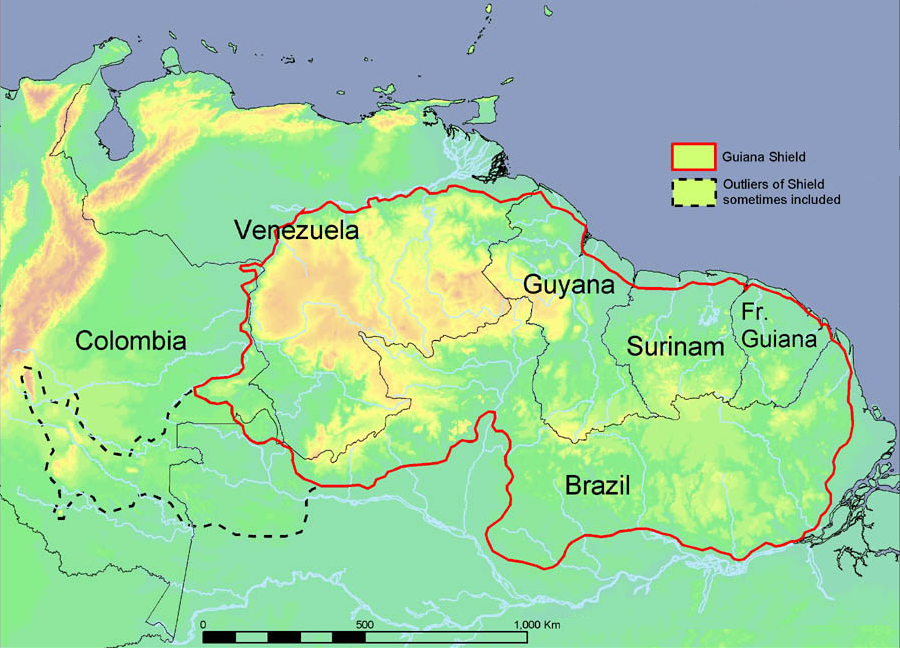
Localizzazione del Massiccio della Guiana all'interno del Sud America.

Il Massiccio si estende su cinque paesi. Da ovest verso est: 
- Venezuela
- Guyana
- Suriname
- Guyana francese
- Colombia
- Il Brasile settentrionale a nord del Rio delle Amazzoni.

Il Montre.
Il Monte Caburaí è il punto più a nord del Brasile.
Il Massiccio Guyana è costituito prevalentemente di quarzite e rocce metamorfiche. 
La regione è coperta da una vasta foresta pluviale vergine non ancora vittima della deforestazione. La foresta è per sua natura una continuazione della foresta amazzonica e comprende più parchi e aree protette, tra cui il Parco nazionale di Canaima in Venezuela, Parque Nacional do Monte Roraima in Brasile, la foresta Iwokrama nel centro della Guyana e il Parco Nazionale Kanuku nel sud del paese.